# Ел Мундир III ибн ел Нуман
Ел Мундир III ибн ел Нуман (арап. المنذر بن النعمان‎‎), такође познат као Ел Мундхир ибн Имри ел Кајс (المنذر بن إمرئ القيس) (умро 554.) био је краљ Лахмида у периоду 503/505–554.

## Биографија
Његова мајка је била Марија бинт Авф бин Гешем. Као син Ел Нумана II ибн ел Асвада, он је наследио свог оца и одмах након његове смрти 503. године после кратке међувладе Абу Џафур ибн Алкама. Он је један од најпознатијих Лахмидских краљева, а познат је по својим војним достигнућима. Она су започела пре него што је крунисан за краља, са упадима у провинције Палестина Салутарис и Арабија Петра 503. године, заробљавањем великког броја Римљана. Мундирови упади покривалису подручје између Еуфрата на истоку до Египта на западу и Наџда на југу, где је 516. Године био ангажован у борби против Мади Караба, Химјарског краља.
Године 526. рат између Византијског царства и Сасанидског царства је отпочео, и Мундир је напао Сирију, и похарао је. Два римска високо рангирана команданта, Тимостратус и Јован су том приликом били заробљени. Ово је натерало и самог Јустинијана I да пошаље Ел Мундиру посланство ради мира које су чинили Аврам син Еуфразијев (његов син је Ноносус историчар) и Симеон Бет Аршам. Њима су се придружили Сергија Расафа (кога је касније послао Јустинијан са поклонима за Ел Мундира). Године 528. Ел Мундир је напао Сирију и вратио се са много плена. Следеће године (529.) је обновио своје нападе, прво заузевши сву област до граница која је била код Кабора. Након тога, је наставио да се креће према Арзони и Нисибису разарајући и пустошећи градове пре него што настави ка Апамеји и Халкидону. Ел Мундир није био у стању да освоји град Антиохију јер је Јустинијан послао велику војску да га штити. Ел Мундир се вратио са много плена, међу њим је било и 400 монахиња, које је узео из храма богиње Узе који је изгорео.
Ел Мундир је погинуо у бици код Јавм Халима у борби са Гасанидима који су били под командом Ел Харита ибн Јабалаха у јуну 554. године. Њега су наследила његова три сина, Амр III (в.554-569), Кабус (в.569-573) и Ел Мундир IV (в.574-580).